# Aeroporto de Pulkovo
Aeroporto de Pulkovo (em russo: Аэропо́рт Пу́лково) (IATA: LED, ICAO: ULLI) é um aeroporto internacional que atende à cidade de São Petersburgo, na Rússia. O aeroporto consiste em dois terminais, Pulkovo-1, que atende principalmente a voos domésticos, e Pulkovo-2, que atende voos internacionais, ambos localizados cerca de 20 km e 17 km ao sul do centro da cidade,  respectivamente. Em 2012, por volta de 11 milhões e 200 mil passageiros viajaram por meio do aeroporto de Pulkovo, fazendo dele o terceiro aeroporto mais ocupado da Rússia. 
Construído entre 1931 e 1932, o aeroporto, na época chamado Shosseinaia, foi inaugurado em 24 de junho daquele ano, próximo das colinas de Pulkovo, às quais o aeroporto deve o seu nome moderno. Durante a Segunda Guerra Mundial, a Alemanha Nazi cercou a cidade de Leningrado, e o aeroporto foi interditado, enquanto as colinas próximas eram usadas como base da artilharia dos invasores alemães. Em 1944, quando a cidade foi libertada do cerco, o aeroporto voltou a funcionar, mas apenas no envio de correspondências e mercadorias. Somente em 1948, com o reparo dos danos, o aeroporto voltou à atividade plena, trabalhando com voos civis, desta vez a mais de 15 destinos nacionais.
Em 1951, o terminal foi reformado para atender a aeronaves maiores. Durante toda a década de 1950, o aeroporto passou por uma ampliação, que resultou em uma nova pista estendida, permitindo o tráfego de jatos de grande porte, como o Ilyushin-18 e Tupolev-104. Em 1965, o aeroporto foi elevado à categoria internacional e ganhou seu nome atual, Pulkovo, em 24 de abril de 1973. O novo terminal Pulkovo-1 foi inaugurado para atender à demanda doméstica, que aumentou de 40% a 50% a cada década, entre os anos 1970 e 1990.

## Curiosidades
- O código do aeroporto, LED, deriva do antigo nome da cidade, Leningrado.
- O aeroporto de Pulkovo é apresentado no filme Aproveite a Sua Vodka, de Eldar Riazanov. No filme, um médico de Moscou é colocado, por engano, em um avião que ia rumo a Pulkovo, em Leningrado, e acaba se envolvendo em situações adversas.